# SN 2009jr
SN 2009jr – supernowa typu Ia odkryta 8 października 2009 roku w galaktyce IC1320. W momencie odkrycia miała maksymalną jasność 16,00m.